# Artikel 100-brief
Een Artikel 100-brief is in het Nederlandse staatsrecht een brief van de regering aan de Tweede Kamer der Staten Generaal met betrekking tot de inzet of het ter beschikking stellen van de krijgsmacht ter handhaving of bevordering van de internationale rechtsorde. De naam van de brief verwijst naar artikel 100 van de Nederlandse Grondwet, waarin deze verplichting tot het verstrekken van inlichtingen over voorgenomen inzet, is geregeld. Uitzondering op deze informatieplicht is een situatie waarin dwingende redenen het vooraf verstrekken van inlichtingen verhinderen.
De Tweede Kamer hoeft overigens niet in te stemmen met de voorgenomen militaire inzet. De Tweede Kamer oordeelde dat dit instemmingsrecht niet noodzakelijk was omdat het ondenkbaar zou zijn dat een kabinet militairen op een buitenlandse missie zou sturen zonder dat daarvoor brede politieke steun zou bestaan.